# Cephaloziaceae
Cephaloziaceae là một họ rêu trong bộ Jungermanniales.

## Phân loại
Có khoảng 13 đến 16 chi trong họ này, gồm:
- Alobiella
- Alobiellopsis[5]
- Anomoclada
- Cephalozia
- Cladopodiella
- Fuscocephaloziopsis
- Haesselia
- Hygrobiella
- Iwatsukia[6][7]
- Metahygrobiella[8]
- Nowellia
- Odontoschisma[9]
- Pleurocladula
- Schiffneria
- Schofieldia
- Trabacellula